# Benedicto Antonio Angeli
Benedicto Antonio Angeli (nacido el 10 de febrero de 1939) es un exfutbolista brasileño que se desempeñaba como delantero y entrenador.
Dirigió en equipos como el Comercial, Sertãozinho, Kashiwa Reysol, Botafogo y Shimizu S-Pulse.

## Trayectoria

### Clubes
| Club           | País   | Año         |
| -------------- | ------ | ----------- |
| Palmeiras      | Brasil | 1956 - 1959 |
| Botafogo       | Brasil | 1959 - 1960 |
| ACF Fiorentina | Italia | 1960 - 1961 |
| Botafogo       | Brasil | 1962 - 1968 |
| América        | Brasil | 1969        |
| Comercial      | Brasil | 1970        |
| Sertãozinho    | Brasil | 1971 - 1972 |

### Como entrenador
| Club            | País   | Año         |
| --------------- | ------ | ----------- |
| América         | Brasil | 1982        |
| Uberaba         | Brasil | 1983        |
| Comercial       | Brasil | 1984        |
| Francana        | Brasil | 1985 - 1986 |
| Sertãozinho     | Brasil | 1989 - 1991 |
| Kashiwa Reysol  | Japón  | 1995        |
| Botafogo        | Brasil | 1997        |
| Shimizu S-Pulse | Japón  | 2004        |